# 小嶋敬二
小嶋 敬二（こじま けいじ、1969年11月9日 - ）は、石川県金沢市出身の競輪選手、自転車競技選手である。日本競輪学校第74期卒業。日本競輪選手会富山支部所属で、登録地は石川県。師匠は横長勇（42期）。初出走は1994年8月5日の花月園競輪場で初勝利は同開催の8月6日。血液型はA型。練習地は内灘自転車競技場。

## 自転車競技での戦績
金沢高等学校在学時から自転車競技で数々の成績を収め、卒業後はソウルオリンピック出場を目指して日本大学文理学部社会学科に進学したが在学中の出場はかなわず、卒業後もアマチュアとして活躍を続けた。
1992年のバルセロナオリンピックでは1000mタイムトライアルは順当だったが、当時スプリントで無敵を誇った齋藤登志信の予選落車によってスプリント代表も手にし2種目出場を果たした。自転車競技界最強を自ら実証しようと、周囲の説得にも耳を貸さずアマ全日本選手権ロードに出場したことがある（結果はリタイア）。
なおプロ解禁となったアトランタ以降のオリンピックには出場していないが、アマ時代を含んで世界選手権自転車競技大会にも、1990年・1995年〜1997年の4回出場している。

## 競輪での戦績
オリンピックへのこだわりから、競輪学校への入学は全試験免除ながら年齢制限ギリギリでとなったが、アマチュア時代の実績を生かして在校成績断然トップ（全104走で1着81回）で卒業記念レースも優勝、無事に競輪選手となった。
1994年8月5日の花月園でのデビュー戦は終始イン詰まりで4着も、その開催も含めて新人リーグ全10場所とルーキーチャンピオンレースの、11場所連続優勝を果たす大記録を残した。
早くにS級特進を果たすなど快進撃を重ね、中部を代表する先行選手として一流の仲間入りを果たすが、なかなかタイトルには手が届かなかった。若手時代から中部ラインの先頭を走っており、決勝戦で山田裕仁や山口兄弟（幸二・富生）らの特別競輪制覇のアシストをする事も多かったが、故に「ペースメーカー」、「暴走機関車」とまで揶揄される事もあった。1999年3月の静岡競輪場での日本選手権競輪決勝では、ゴール直前先頭を走っていた神山雄一郎をゴール後とらえたと思い、小嶋は準優勝であったが思わずガッツポーズをしてしまったこともある（実際には神山の方が微差で残っており、神山はこの勝利でグランドスラムを達成した）。
そのような悔しい思いにもめげることなく、2002年6月に松阪競輪場で行われたふるさとダービーを完全優勝（4日連続1位）して勢いに乗ると、翌2003年の高松宮記念杯競輪でも優勝し、ついにGIタイトルホルダーの仲間入りを果たした。
2005年は年始より重度の肺炎を患い不調であったが、そのような中で練習と身体の回復に努め、苦労した中寬仁親王牌・世界選手権記念トーナメントで2つ目のタイトルを手にした。だが以降は力量がありながらトーナメント勝ち上がり戦での途中脱落が続いてファンを不思議がらせていた。
しかし2007年2月に宇都宮競輪場での東西王座戦で完全優勝（3日連続1着）を果たして立ち直りのきっかけを掴み、その勢いのまま6月の高松宮記念杯競輪で2年ぶりの特別競輪優勝を果たし（これは決勝戦打鐘過ぎ3角で起こった落車の影響により車体故障を起こしながらの勝利であり、小嶋の強さを一層際立たせた）、さらには約1ヵ月後の寛仁親王牌も制して特別競輪の連勝を果たした。
2008年よりS級S班格付となり、2月には別府競輪場で開催された東西王座戦を連覇。これを含む年間賞金獲得額上位で2009年もS級S班の格付を維持し、その後も2010年まで維持し続けた。
2011年現在、記念競輪を捲りで優勝するなど、40代以上の自力選手としては史上最強クラスである。
2017年3月9日の小倉FIナイター最終日第9Rにて、通算700勝（史上68人目）を達成した。
2019年5月5日、第73回日本選手権競輪（松戸）最終日の第1レースにて、S級戦での通算700勝を達成。
2020年3月17日、佐世保競輪初日の第9Rにて、S級戦では史上初となる、50代選手の打鐘先行で勝ち星を挙げた。ただ、晩年は脚力の衰えもあり、2020年下期（7月 - 12月）で1996年4月以来24年ぶりとなるS級2班へ降班した。さらに、2023年上期からは約30年ぶりにA級1班へ降格する。
2022年11月28日、富山FI初日第9レース（予選）で勝利（2着入線であったが繰り上がり）し、通算800勝を達成。
2023年上期からは28年ぶりにA級に陥落したが、現役を続けることを宣言。その後はS級・A級で昇降級を繰り返しているが、2025年上期では再びS級に復帰するなど長い活躍を続けている。現役最多勝であった神山雄一郎が引退したため（神山は2024年12月24日引退。通算909勝）、2025年1月時点では自身が現役最多勝となった（2025年1月1日時点、通算841勝）。

## 主な獲得タイトル
- 2003年 - 高松宮記念杯競輪（大津びわこ競輪場）
- 2005年 - 寬仁親王牌（青森競輪場）
- 2007年 - 高松宮記念杯競輪（大津びわこ競輪場）、寛仁親王牌（前橋競輪場）

## 競走スタイル
中部地区を代表する自力選手であり、一時は『先行日本一』の称号を村上義弘と争っていたこともある。近年は捲りを用いるようにもなったが、その走りが決まった時は、先行しても捲りに回っても、豪快という一言に尽きる。
その一方で、はっきり攻撃目標にされるとエリートらしい脆い一面があり、位置取りの甘さ、横の弱さのために後方に置かれてしまうケースが多く、これが爆発的な脚力を持ちながら特別競輪の優勝・優参回数の少なさにつながっており、現在もこの傾向の解消が課題となっている。

## エピソード
- 登録地の石川県には競輪場がないため、内灘町の内灘自転車競技場を主な練習地としており、競輪選手としての本拠地は富山競輪場となっている。小嶋がかつて競走時に着用していたユニフォーム広告のスポンサーであった『満寿泉』（ますいずみ）は、富山競輪場の施設保有会社である桝田酒造店の銘柄である（なお、現在はユニフォームに広告を入れることは禁止されている）。
- アニメ・ガンダムシリーズのファン[12][13]。かつて、同じくサンライズが手掛ける『ケロロ軍曹』のユニフォーム広告を着けていた時期もあった[14]。
- 太腿周り74cm（2002年当時）の強靭な太腿の持ち主であることで知られ、長く競輪界一ともいわれてきた（後にアマレス出身の黒川茂高が太さを更新した[15][16]）。
- ニックネームは「社長」で[17]、2003年から2005年にかけて競輪のイメージキャラクターを務めたキャイ〜ンからもそのように呼ばれていた。
- 1着か着外かという豪快な競争スタイルなため、同地区の山口幸二に「日本一不器用な先行選手」と呼ばれている。
- 2011年7月7日に金沢市内にサイクルショップ「keiG（ケイジー）」を開店した[18]。
- 豪快なレースぶりとは裏腹に、専属のトレーナーやかかりつけの医師、レースの整備士等が総勢で十数名もいる程コンディション面で気を遣っている事で知られている。
- 2016年6月の第67回高松宮記念杯競輪（名古屋）では、自身初めてGIの予備選手（補欠9番目[19]で実質6番目[20][21]）を経験しホテル待機したが、（1人前の山中秀将までで）ギリギリ補充出場には至らなかった[22][23][24]。